# Frik
Frik (en arménien Ֆրիկ ; ca. 1230-ca. 1310) est un poète arménien du XIIIe siècle. Considéré comme l'un des trois plus grands poètes arméniens de ce siècle, il est aussi l'un des initiateurs de la poésie populaire arménienne en langue vernaculaire.

## Biographie
On ne sait que très peu de choses au sujet de la vie de Frik, à commencer même par son nom, qui pourrait être un pseudonyme ou une abréviation. Il serait né lors des incursions mongoles en Arménie (vers 1230), probablement en Arménie occidentale au vu des tournures dialectales employées dans ses écrits. Fort cultivé et croyant, il serait un laïc, bien que cela soit parfois contesté.
Son fils ayant été enlevé par des Tatars, Frik erre à sa recherche en Arménie zakaride ; il finit ses jours dans un monastère, vers 1310.

## Œuvres
Considéré comme l'un des trois plus grands poètes arméniens du XIIIe siècle, Frik est l'auteur d'une cinquantaine de poèmes profanes et religieux, souvent des élégies. Si ses écrits religieux sont rédigés en grabar, ses textes le sont en langue vernaculaire, ce qui fait de lui l'un des initiateurs de la poésie populaire arménienne. Cet esprit rebelle exprime dans ses œuvres de puissantes protestations sociales dans lesquelles il s'élève contre la cruauté des puissants. Frik aborde fréquemment le thème de la source du mal, sans toutefois perdre de vue que toute chose trouve son origine en Dieu ; il est ainsi le premier auteur arménien à exposer ses doutes à l'égard du Créateur.
Parmi ses poèmes les plus connus figurent :
- Contre le destin[2] ;
- Complainte[6] ;
- Au sujet d'Arghoun Khan et Bugha (chronique versifiée écrite en 1289)[6].

Très populaire jusqu'au XVIe siècle, Frik sombre alors dans l'oubli pour n'être redécouvert que dans la seconde moitié du XIXe siècle.